# Aero A-304
Aero A-304 („Аеро А-304“) е чехословашки разузнавателен самолет и лек бомбардировач, разработен през 1936 – 1937 г. от фирмата Aero Vodochody за нуждите на ВВС на Чехословакия.

## Разработка и описание
Самолетът е създаден в съответствие със спецификацията Typ III от 1936 г., която предвижда проектирането на триместен разузнавателно-наблюдателен самолет с близко действие. В конкурса, освен Aero A-304, участват и самолетите Letov S-50 и Praga E-51.
В Aero Vodochody не проектират изцяло нов самолет, а правят дълбока модернизация на разработения през 1936 г. осемместен пътнически самолет Aero A-204, който успешно е преминал изпитанията, но не е приет за серийно производство. Фюзелажът на новата машина е частично препроектиран, придобивайки по-аеродинамична форма, като са запазени разположението на екипажа и бордовото остъкление. Крилото е нискоразположено и на него се намират двата двигателя Walter Super Castor, оборудвани с двулопатни дървени витла. Отбранителното въоръжение първоначално се състои от една 7.92-mm картечница в горната средна част на тялото, предназначена за защита на горната полусфера и опашката. Монтирани са външни бомбодържатели, на които самолетът може да носи десет 20-kg или две 50-kg бомби; в бомбовия отсек може да се разположи една 200-kg бомба или няколко по-малки със същото сумарно тегло. Максималната маса на бомбовия товар не превишава 300 kg.
Преди още да бъде изпитан първият прототип, през юли 1937 г. военните поръчват 15 машини, а след удовлетворителното представяне на изпитанията, поръчката е увеличена до 19 самолета. Междувременно паралелно започва и модернизация на самолета под обозначението A-404, но прототип така и не е построен. През 1938 г. интерес към Aero A-304 е проявен и от Гърция и Румъния.

## Оперативна история
До окончателното окупиране на Чехословакия през март 1939 г. от Нацистка Германия, в бойните части са постъпили само част от поръчаните 19 самолета; още няколко се намират в различна степен на строеж и окончателното им сглобяване се провежда под немски надзор. Заявките на Гърция и Румъния са отменени, а германците преценяват, че използването на Aero A-304 по прякото му предназначение е нецелесъобразно и самолетите са предадени на въздушното училище в Простейов.

## Aero A-304 в България
България закупува Aero A-304 през 1941 г. Според някои източници са закупени няколко машини, според други – само една. Самолетът е доставен основно за изпълнение на задачи по аерокартографирането на страната, но се съобщава, че е изпълнявал патрулни задачи по черноморското крайбрежие, като и че е използван като транспортен самолет. В българските ВВС Aero A-304 получава името „Пеликан“.